# Prarustin
Prarustin (italià Prarostino) és un municipi italià, situat a la ciutat metropolitana de Torí, a la regió del Piemont. L'any 2007 tenia 1.233 habitants. Està situat al Pinerolès, a la confluència entre la vall Cluson i la vall Pèlis (les Valls Valdeses) una de les Valls Occitanes. Limita amb els municipis d'Angrogna, Bricherasio, Sant German de Cluson i San Secondo di Pinerolo.

## Administració
| Període | Identitat   | Partit        |
| ------- | ----------- | ------------- |
| 2004-   | Mario Mauri | Llista cívica |